# Campeonato de Escocia de Rugby 2002-03
El Campeonato de Escocia de Rugby (Premiership One) de 2002-03 fue la 30° edición del principal torneo de rugby de Escocia.

## Sistema de disputa
El torneo se disputó en formato de todos contra todos en la que cada equipo enfrentó a cada uno de sus rivales.
El equipo que al finalizar el torneo obtuviera mayor cantidad de puntos, se coronó como campeón del torneo, mientras que el último desciende a segunda división.

## Clasificación
| Pos. | Equipo                 | Encuentros | Encuentros | Encuentros | Encuentros | Tantos | Tantos | Tantos | Puntos |
| Pos. | Equipo                 | PJ         | PG         | PE         | PP         | F      | C      | Dif    | Puntos |
| ---- | ---------------------- | ---------- | ---------- | ---------- | ---------- | ------ | ------ | ------ | ------ |
| 1.º  | Boroughmuir RFC        | 18         | 13         | 2          | 3          | 507    | 274    | +233   | 62     |
| 2.º  | Heriot's FP            | 18         | 10         | 1          | 7          | 512    | 368    | +144   | 55     |
| 3.º  | Glasgow Hawks          | 18         | 9          | 3          | 6          | 377    | 374    | +3     | 49     |
| 4.º  | Aberdeen Grammar Rugby | 18         | 9          | 1          | 8          | 436    | 401    | +35    | 48     |
| 5.º  | Melrose RFC            | 18         | 11         | 0          | 7          | 392    | 423    | -31    | 48     |
| 6.º  | Currie Chieftains      | 18         | 7          | 1          | 10         | 359    | 390    | -31    | 39     |
| 7.º  | Hawick RFC             | 18         | 8          | 2          | 8          | 375    | 405    | -30    | 35     |
| 8.º  | Stirling County RFC    | 18         | 5          | 1          | 12         | 385    | 454    | -69    | 34     |
| 9.º  | Peebles                | 18         | 6          | 1          | 11         | 308    | 400    | -92    | 32     |
| 10.º | Jed-Forest RFC         | 18         | 6          | 0          | 12         | 295    | 457    | -162   | 30     |

|  | Campeón.    |
|  | Descendido. |

| Bandera de Escocia      |
| Campeón Boroughmuir RFC |
| Segundo título          |